# 伍根華
伍根華（1903年10月3日—1992年9月18日），字德仁。廣東省臺山縣海晏區那馬岡村人。民國39年（1950年）在廣州市選區遞補當選第一屆立法委員，其子伍世文投身軍旅，在民國八十九年，民主進步黨首次執政時，擔任國防部部長。

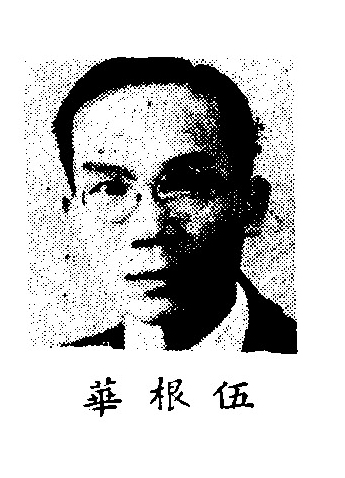
出席制憲國民大會代表時

## 生平[2][3]
- 國立中山大學法學士（經濟學系）
- 革命實踐研究院黨政班第十期
- 國立中山大學助教、講師
- 廣東省政府財政廳南海縣田畝陳報處主任
- 廣州市議會議員
- 第四戰區司令長官政治部少將督察專員暨中越邊區政治工作總隊少將、總隊長
- 第四戰區特別黨部委員
- 制憲國民大會代表
- 實施憲政促進委員會常務委員
- 立法院教育委員會、預算委員會暨程序委員會選任召集委員
- 中國國民黨立法委員黨部選任委員